# Фаро Капо Ватикано (Вибо Валенција)
Фаро Капо Ватикано је насеље у Италији у округу Вибо Валенција, региону Калабрија.
Према процени из 2011. у насељу је живело 333 становника. Насеље се налази на надморској висини од 72 м.